# Kostel Nejsvětější Trojice (Sulejovice)
Kostel Nejsvětější Trojice v Sulejovicích u Lovosic pochází z 2. poloviny 14. století, kdy se o jeho výstavbu zasloužil Kunat ze Sulevic. I ve 21. století slouží svému původnímu účelu tj. bohoslužbám. Původně gotický kostel prošel několika přestavbami a je chráněn jako kulturní památka České republiky.

## Historie
Zrod stavby kostela v Sulejovících se přikládá Kunatovi ze Sulevic, který byl v roce 1379 purkrabím na Ostrém u Benešova, roku 1382 místosudím dvorským a v období let 1386–1388 nejvyšším mincmistrem. V letech 1387–1391 byl nejvyšším písařem. Podle znaku nad portálem kostela to by právě on, který tento kostel nechal vystavět a bohatě jej nadal obročími.
Na jižní venkovní straně je možné spatřit obnažený portálek s erby. Na pravé straně je erb Kaplířů a na levé pak erb Kateřiny z Vrábí, manželky Kunáta. Po stavební architektonické stránce má portál tzv. oslí hřbet, tj. hrot ve vrcholu, který se připisuje vladislavské gotice (1440–1530). Portálek je však značně poškozený z pozdějších doby, když již nebyl projevem vládnoucího slohu.
Portál kostela je vsazen do pravoúhlého rámce, což bylo příznačné pro gotiku, avšak klenák nad hrotem portálu je však již v renesančním slohu. Portál je tedy ve slohu pozdní gotiky se silnými příměsky renesančního slohu a je možné ho časově umístit do druhé poloviny 16. století. Dva rodové erby jsou v renesančním slohu a byly sem umístěny až o 200 let později. Jedná se zřejmě o silnou rodovou vzpomínku na patrona kostela a jeho manželku.
K zajímavostem sulejovického kostela Nejsvětější Trojice patří, že od roku 1713 až do své smrti 28. února 1741 žil v jeho blízkosti poustevník (eremita) Friedrich Niedel, bratr III. řádu sv. Františka Serafinského. Živobytí mu poskytovalo lovosické panství.

### Rekonstrukce po požáru v roce 1788
V roce 1788 kostel vyhořel. V letech 1793–1795 proběhla přestavba a úprava lodi kostela. Zpráva z 22. srpna 1887 říká: „Spisy o dřívější renovaci tohoto kostela z 17. června 1793 jsou v knížecím archivu v Lovosicích (dnes Státní oblastní archiv v Třeboni) a byly uloženy neporušeny v plechové tubě v kupoli, která byla 16. července 1887 sejmuta.“ V interiéru se zachovaly kamenické práce z doby přestavby, zejména sanktuář a portál do sakristie v podvěží. Z té můžeme i při pohledu zvenčí vidět výtok z lavaba. Vnitřní zařízení pochází také převážně z 18. století.

### Zvýšení věže v roce 1887
V roce 1887 bylo rozhodnuto, s povolením patrona kostela Jana Adolfa II. ze Schwarzenbergu, o zvýšení kostelní věže sulejovického filiálního kostela a také o jeho opravách. Povolení ke stavbě vydal rovněž litoměřický biskup Emanuel Jan Křtitel Schöbel. Duchovní správa sulejovického kostela v této době příslušela lovosickému farářovi Franzi Richterovi a jeho kaplanovi Franzi Pražákovi. Stavbu věže a renovaci kostela prováděl lovosický stavitel Carl Seeman podle plánu knížecího stavebního úřadu v Cítolibech (vrchní inženýr Jaksch). Všechny klempířské práce i s koulí na sulejovickém kostele provedl klempířský mistr Vincenc Hanikirsch. Listina z 22. srpna 1887 nalezená při rekonstrukci kostela v 90. letech 20. století uvádí pak i jména jak důležitých osob v obci v době rekonstrukce kostela, tak i jména řemeslníků, kteří sulejovický kostel opravovali.